# Alvinocaris komaii
Alvinocaris komaii is een garnalensoort uit de familie van de Alvinocarididae. De wetenschappelijke naam van de soort is voor het eerst geldig gepubliceerd in 2009 door Zelnio & Hourdez.